# جانیک برونز
جانیک برونز (انگلیسی: Jannik Bruhns؛ زادهٔ ۱۴ مهٔ ۱۹۹۹) بازیکن فوتبال اهل آلمان است.
از باشگاه‌هایی که در آن بازی کرده‌است می‌توان به باشگاه فوتبال اس‌سی فورتونا کلن اشاره کرد.